# دنیای مردگان: تکامل
دنیای مردگان: تکامل (به انگلیسی: Underworld: Evolution) فیلمی آمریکایی در ژانر اکشن ترسناک به نویسندگی دنی مک‌براید و کارگردانی لن وایزمن است، که در سال ۲۰۰۶ دربارهٔ راز تاریخ خون‌آشام‌ها و نوعی از گرگینه‌ها به نام لایکن ساخته شده‌است. این فیلم دنباله‌ای بر فیلم دنیای مردگان در سال ۲۰۰۳، و به عنوان دومین قسمت از مجموعه فیلم‌های دنیای مردگان به‌شمار می‌رود. در این فیلم بازیگرانی همچون کیت بکینسیل، اسکات اسپیدمن، تونی کارن، درک جاکوبی و استیون مکینتاش ایفای نقش می‌کنند. داستان فیلم دربارهٔ نبرد سیلین و مایکل برای محافظت از آیندهٔ میراث کوروینس از گذشته پنهانش است.

## خلاصه داستان
پس از کشته شدن ویکتور، سیلین، خون‌آشامی که تخصصش کشتن گرگینه‌ها است و کینه عمیقی از آن‌ها به دل دارد، به همراه مایکل کوروین که دیگر یک موجود دورگه است در فرار از دست خون‌آشامان هستند.
از سوی دیگر تنها فرمانروای خون‌آشام‌ها، مارکوس، که اکنون از خواب برخاسته و تبدیل به یک هیولای قدرتمند شده تصمیم دارد برادر گرگینه‌اش ویلیام را از زندان همیشگی‌اش آزاد کند؛ بنابراین سیلین و مایکل بایستی با هم متحد شده و اسرار ارتباطی را که بین نسل‌های آن دو وجود دارد کشف کنند تا بتوانند پیش از اینکه دیر شود مارکوس را متوقف سازند.